# Cremeaux
Cremeaux is een gemeente in het Franse departement Loire (regio Auvergne-Rhône-Alpes). De plaats maakt deel uit van het arrondissement Roanne. Cremeaux telde op 1 januari 2022 913 inwoners.

## Geografie
De oppervlakte van Cremeaux bedroeg op 1 januari 2022 33,32 vierkante kilometer; de bevolkingsdichtheid was toen 27,4 inwoners per km².

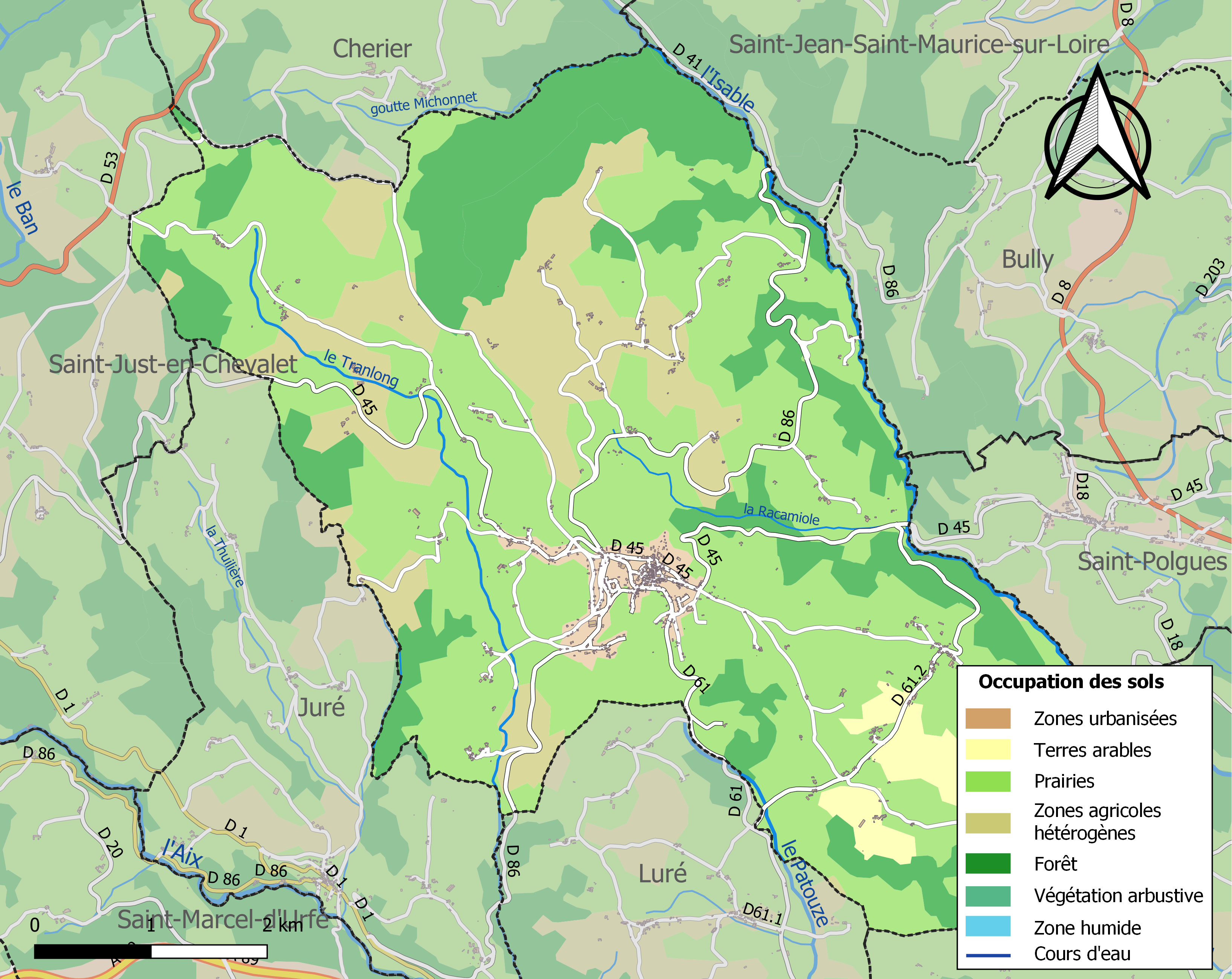
Kaart van de gemeente met de belangrijkste infrastructuur, bodemgebruik en omliggende gemeenten

## Demografie
Onderstaande figuur toont het verloop van het inwonertal (bron: INSEE-tellingen).